# Zrní (hudební skupina)
Zrní je česká hudební skupina z Kladna. První album Voní vydala skupina po osmi letech existence, v roce 2009. Druhé album Hrdina počítačový hry jde do světa vyšlo v roce 2011 pod záštitou písničkářky Radůzy na jejím labelu Radůza Records. V roce 2012 vydala skupina album Soundtrack ke konci světa, za které byla nominována na cenu Vinyla i Apollo za nejlepší desku roku a ve čtyřech kategoriích na cenu Anděl 2012. Nakonec si odnesla tu za Objev roku. V září 2014 vydala skupina album Následuj kojota, za které získalo nominaci na album roku v cenách Apollo a tři nominace na ceny Anděl 2014. V březnu 2017 vychází album "Jiskřící", které bylo natočeno ve španělském Madridu. Producentsky se na něm podílel Jonatán Pastirčák a Ondřej Ježek. Web iREPORT udělil desce maximální hodnocení a pochválil kapelu za experimentování.
Pro festival Colours of Ostrava 2015 skupina připravila vystoupení s členy Janáčkovy filharmonie Ostrava. Orchestraci písniček napsal Stano Palúch.

## Nástrojové obsazení
- Jan Unger (zpěv, flétna, kytara)
- Jan Fišer (housle, klavír)
- Jan Juklík (kytara, bicí, ukulele, zpěv)
- Jan Caithaml (basa, klávesy, zpěv)
- Ondřej Slavík (bicí, akordeon, beatbox, klavír)

## Diskografie
- 2009: Voní
- 2011: Hrdina počítačový hry jde do světa
- 2012: Soundtrack ke konci světa
- 2012: Kolik váží vaše touha – album hudby k tanečnímu představení skupiny VerTeDance
- 2014: Následuj kojota

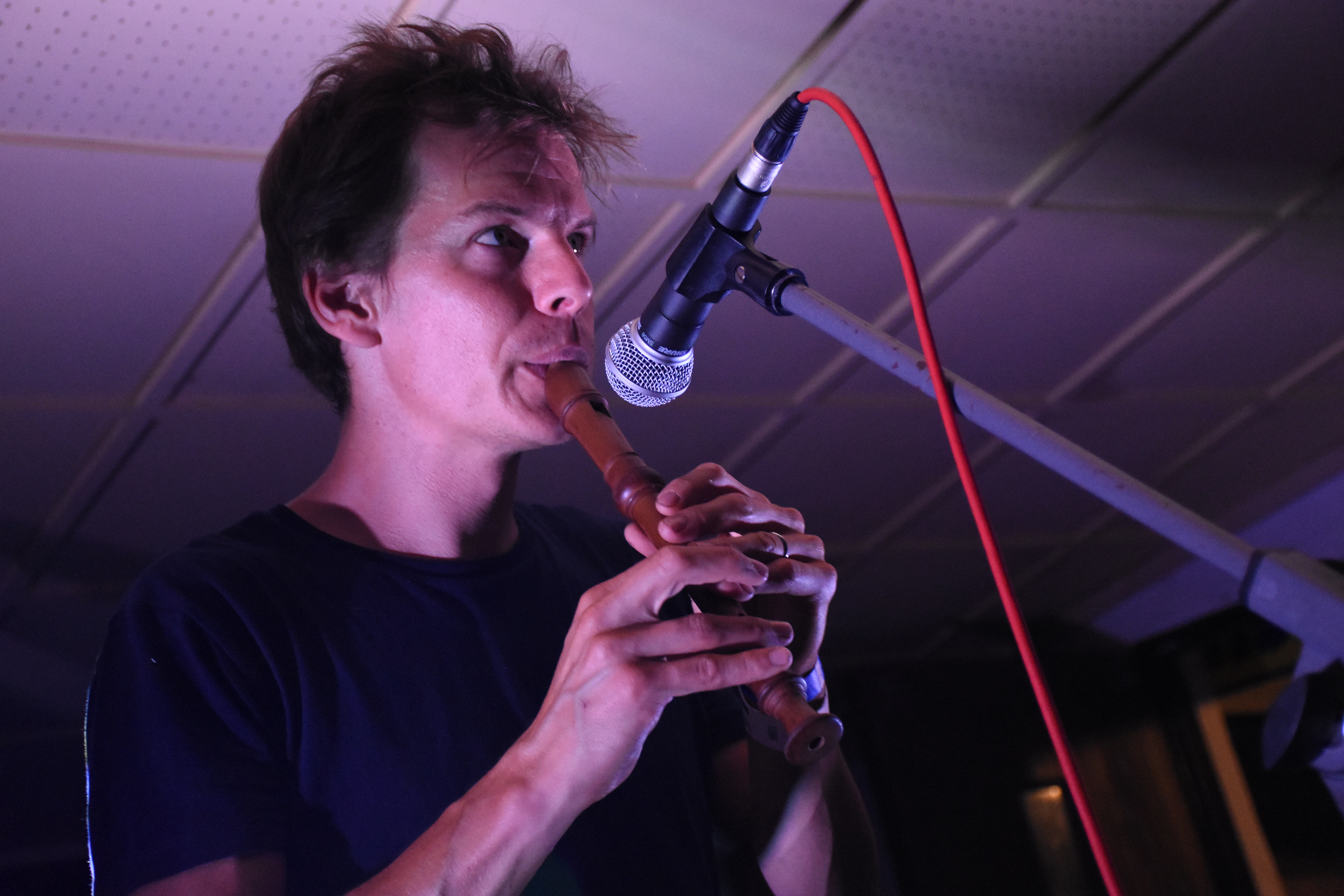
Jan Unger, frontman kapely

- Jan Unger, frontman kapely2015: Čtyři Honzové a jeden Ondřej v severní části Střeleckého ostrova – živě, akusticky
- 2017: Jiskřící
- 2018: Spící (EP)
- 2019: Zrní a filharmonie HK živě ve Fóru Karlín - živě
- 2020: Nebeský klid
- 2023: Široko daleko

Kapela také hostuje na Rodinném albu Jakuba Čermáka (2014) a písní Nekonečný valčík je přítomna na albu Hommage à Jiří Bulis (2015). Pro nedokončený film Poslední z Aporveru nahráli s Markétou Irglovou píseň Mejsó, ke které vznikl i klip.